# (17104) McCloskey
(17104) McCloskey (1999 JV46) – planetoida z pasa głównego asteroid okrążająca Słońce w ciągu 5,71 lat w średniej odległości 3,19 j.a. Odkryta 10 maja 1999 roku.